# 中華民國大總統府
中華民國大總統府是中华民国大总统的办公机构。

## 沿革
1911年辛亥革命爆发。1911年12月3日各省都督府代表联合会议决《中华民国临时政府组织大纲》。根据该大纲，在南京成立中华民国临时政府，其中设有中华民国临时大总统。其办事机构称“中华民国临时大总统府”。1911年12月29日，各省都督府代表联合会代表在南京召开中华民国临时大总统选举会，选举孙文为中华民国临时大总统。1912年1月1日，孙文在南京就任临时大总统。
1912年3月8日，南京临时参议院通过《中华民国临时约法》，并于3月11日公布实施，取代《中华民国临时政府组织大纲》。按照临时约法的规定，在北京成立中华民国临时政府，其办事机构称“中华民国临时大总统府”。1912年2月15日，袁世凯当选为第二任中华民国临时大总统，后于1912年3月10日就任。
1913年10月6日，袁世凯当选为中华民国大总统，并在1913年10月10日就职。由此，中华民国临时大总统府改为“中华民国大总统府”。

## 列表
中华民国大总统府的设置地点如下（临时大总统府、临时执政府、陆海军大元帅府一并附入，但护法运动中的各府不列入）：
| 时间                     | 地点                   | 图片 | 大总统           | 备注           |
| ------------------------ | ---------------------- | ---- | ---------------- | -------------- |
| 1912年1月－4月1日        | 南京總統府             |      | 孙中山           | 临时大总统府   |
| 1912年3月10日－1912年8月 | 北京石大人胡同迎宾馆   |      | 袁世凯           | 临时大总统府   |
| 1912年8月－1913年10月    | 北京铁狮子胡同         |      | 袁世凯           | 临时大总统府   |
| 1913年10月－1916年6月    | 北京中南海             |      | 袁世凯           | 大总统府       |
| 1916年6月－1917年7月     | 北京东厂胡同           |      | 黎元洪           | 大总统府       |
| 1917年7月－1918年10月    | 北京中南海             |      | 冯国璋           | 大总统府       |
| 1918年10月－1922年6月    | 北京中南海监国摄政王府 |      | 徐世昌           | 大总统府       |
| 1922年6月                | 北京中南海             |      | 国务院摄行大总统 | 大总统府       |
| 1922年6月－1923年6月     | 北京东厂胡同           |      | 黎元洪           | 大总统府       |
| 1923年6月－1923年10月    | 北京中南海             |      | 国务院摄行大总统 | 大总统府       |
| 1923年10月－1924年11月   | 北京中南海             |      | 曹锟             | 大总统府       |
| 1924年11月               | 北京中南海             |      | 国务院摄行大总统 | 大总统府       |
| 1924年11月－1926年4月    | 北京铁狮子胡同         |      | 段祺瑞           | 临时执政府     |
| 1926年4月－1926年5月     | 北京中南海             |      | 国务院摄行大总统 | 大总统府       |
| 1926年5月－1927年6月     | 北京中南海             |      | 国务院摄行大总统 | 大总统府       |
| 1927年6月－1928年6月     | 北京顺承郡王府         |      | 张作霖           | 陆海军大元帅府 |